# عبد الحميد كباشي
عبد الحميد كباشي حارس ولاعب الريان في السبعينات وأواخر الثمانينات، سوداني الجنسية ومقيم في الدوحة الآن ومازال مع الريان.